# Anton Smit
Anton Smit (Markelo, 22 augustus 1945) is een Nederlandse scenarist en producent van speelfilms, televisiefilms en -series.

## Filmografie

### Speelfilms
- Familie (2001)
- Baby (2002)
- De Tweeling (2002)
- Van God Los (2003)
- Cloaca (2003)
- Amazones (2004)
- Leef! (2005)
- Ik omhels je met 1000 armen (2006)
- Unfinished Sky (2007)
- Bride Flight (2008)
- Bollywood Hero (2009)
- Separation City (2009)
- Vreemd bloed (2010)
- Majesteit (2011)

### Televisiefilms
- Zinloos (2004)
- On Stage (2005)
- Eilandgasten (2005)
- Escort (2006)
- De uitverkorene (2006)
- De avondboot (2007)
- De fuik (2008)
- Hou Holland schoon (2008)
- Den Helder (2008)
- Dag in dag uit (2008)
- Witte vis (2009)

### Televisieseries
- Pleidooi (1994/1995)
- Fort Alpha (1996 – 1997)
- Oud Geld (1998 – 1999)
- Finals (2001)
- Het geheime dagboek van Hendrik Groen (2017 – 2018)
- Tweede Hans (2022)